# Никкинг, Вилли
Вилли Луис Фридрих Никкинг или Никинг (нем. Willy Louis Friedrich Nicking; 8 июля 1856 — 7 мая 1929) — немецкий скрипач и альтист.
Учился у Йозефа Иоахима. С 1879 года играл в составе Берлинской придворной капеллы.
В молодые годы выступал как ансамблист в партии альта, в том числе в струнных квартетах Иосифа Котека (1883—1884) и Генриха де Аны (1886—1887). С 1894 г. играл вторую скрипку в квартете Густава Холлендера.
В 1880-е гг. преподавал в консерватории Хуго Шванцера (где среди его учеников был Густав Левин), затем на рубеже веков в Консерватории Штерна.